# Rudy Youngblood
Rudy Nathaniel Jamal González (Belton, Texas, 21 de septiembre de 1982) es un actor y músico estadounidense. Es conocido por haber actuado en la película Apocalypto (2006) de Mel Gibson.

## Biografía
Su vida ha transcurrido en Texas y en Los Ángeles. Se graduó en la "ewtah High School" en el 2000, obligado por sus padres que se lo impusieron para que pudiera hacer lo que quisiera.[cita requerida] Es boxeador, corredor, actor, músico, bailarín y artista de césped.
Cuando se presentó al casting para Apocalypto, no sabía que lo estaba haciendo para el papel del protagonista. Conocedor de algunas danzas estadounidenses nativas, aprendió maya yucateco para la película. Su verdadero nombre es Rudy Nathaniel Jamal González, el cual cambió por Rudy Youngblood (sangre joven) cuando fue llamado para la película Apocalypto.
Durante dos temporadas consecutivas ha formado parte del espectáculo Spirit de Peter Buffett - The Seventh Fire. También ha participado en las giras del Native American Dance Theatre por USA y Canadá. Otras actuaciones destacadas incluyen el acto inaugural del encuentro " Philadelphia Phillies v. New York Mets", el musical "The String Cheese Incident", el original Navajo Code Talkers, la Ceremonia de entrega de "Purple Hearts Awards" y una presentación ante el General Colin Powell. 
En el 2006 ganó un premio, el The First Americans In The Arts, como mejor actor del 2006 por la película "Apocalypto".

## Filmografía
- Spirit: The Seventh Fire (2005)
- Apocalypto (2006)
- Beatdown (2010)
- Into the Americas (2012)
- Wind Walkers (2013)
- Roadrun (2014)
- New Amsterdam (2014)
- Visions Evilutions (2015)
- The Moment (2015)
- Gleichschaltung (2016)